# Cyrus
Cyrus es una película de 2010 escrita y dirigida por los hermanos Jay y Mark Duplass y protagonizada por John C. Reilly, Jonah Hill, Marisa Tomei, y Catherine Keener.

## Sinopsis
Un hombre recientemente divorciado conoce a la mujer de sus sueños. Luego conoce a su hijo.

## Elenco
- John C. Reilly como John  Kilpatrick.
- Jonah Hill como Cyrus Fawcett.
- Marisa Tomei como Molly Fawcett.
- Catherine Keener como Jamie.
- Matt Walsh como Tim.